# Блинов, Виктор Викторович
Виктор Викторович Блинов (10 июля 1929, Ленинград – 11 сентября 2015, Санкт-Петербург) – советский партийный работник, организатор кинопроизводства, директор киностудии «Ленфильм» (1972–1978).

## Биография
Родился 10 июля 1929 года в Ленинграде. По первому образованию – инженер-кораблестроитель. В 1958 году вступил в КПСС. С 1959 года – на партийной работе. Первый секретарь Василеостровского районного комитета КПСС города Ленинграда. Делегат XXIV съезда КПСС.
В декабре 1972 года назначен директором киностудии «Ленфильм», после того как его предшественник Илья Киселёв был уволен за перерасход в размере 100 тыс. рублей на съёмках положенного на полку фильма Алексея Германа «Операция “С Новым годом!”». Киновед Валерий Головской писал:

В своё время Блинова бросили на «Ленфильм» из секретарей райкомов, и он считал новое назначение понижением. Но постепенно он вошёл в дела студии и часто отстаивал её интересы перед начальством. А их, этих начальников, было немерено, и все они придерживались крайне реакционных взглядов. Это и завотделом культуры горкома Жданова, и завотделом культуры обкома Пахомова, и, конечно, сам главный идеолог области и гонитель всего неортодоксального Григорий Романов. (...) Даже аппаратчики Госкино и Отдела культуры ЦК не раз приходили в ужас от ультрадогматичных требований этого блюстителя «революционных традиций», но, увы, идти против воли члена политбюро ни у кого смелости не хватало.
Летом 1978 года студия оказалась вынужденной просить 400 тыс. рублей на выход из финансового кризиса, в котором она оказалась после того, как фильмы «Ошибки юности» Бориса Фрумина и «Вторая попытка Виктора Крохина» Игоря Шешукова были положены на полку. 28 июня 1978 года Блинов получил «выговор с занесением в учётную карточку» и был уволен с занимаемой должности. Увольнение связывают также с событиями 4 июля 1978 года.
В 1978 году назначен начальником Управления кинофикации Ленинградского областного исполнительного комитета. С 1991 года — генеральный директор
«Леноблкино» Ленинградской области. 
Был одним из организаторов кинофестивалей «Литература и кино» в Гатчине, «Окно в Европу» в Выборге.
Долгие годы работал в Правлении Союза кинематографистов Санкт-Петербурга. 
Умер 11 сентября 2015 года в Санкт-Петербурге.

## Награды
- Медаль «За оборону Ленинграда»
- Орден «Знак Почёта»
- Юбилейная медаль «50 лет компартии ЧССР 1921—1971 гг.»
- Медаль «В память 250-летия Ленинграда»
- Медаль «В ознаменование 100-летия со дня рождения Владимира Ильича Ленина»
- Медаль «Ветеран труда»
- Юбилейная медаль «60 лет Вооружённых Сил СССР»
- Юбилейная медаль «Сорок лет Победы в Великой Отечественной войне 1941—1945 гг.»
- Памятная медаль «В честь 60-летия полного освобождения Ленинграда от фашистской блокады»
- Юбилейная медаль «50 лет Победы в Великой Отечественной войне 1941—1945 гг.»
- Медаль «В память 300-летия Санкт-Петербурга»
- Памятная медаль «В честь 65-летия полного освобождения Ленинграда от фашистской блокады»
- Юбилейная медаль «60 лет Победы в Великой Отечественной войне 1941—1945 гг.»
- Памятная медаль «В честь 70-летия полного освобождения Ленинграда от фашистской блокады»
- Знак «Жителю блокадного Ленинграда»
- Юбилейная медаль «65 лет Победы в Великой Отечественной войне 1941—1945 гг.»
- Юбилейная медаль «70 лет Победы в Великой Отечественной войне 1941—1945 гг.»